# إيسابيلا روسوليني
إيسابيلا فيوريلا إليترا جيوفانا روسوليني (بالإيطالية: Isabella Rossellini)‏ (18 يونيو 1952) - ممثلة ومنتجة ومؤلفة وعارضة أزياء إيطالية، ولعل أحد أهم عوامل شهرتها العالمية هو العقد المبرم بينها وبين شركة المستحضرات التجميلية «لانكوم» والذي امتد لفترة 14 عاماً قامت على أثره إيسابيلا بالترويج لمستحضرات الشركة.وهي ابنة الممثلة الشهيرة الراحلة إنغريد بيرغمان.

## روابط خارجية
- إيسابيلا روسوليني على موقع IMDb (الإنجليزية)
- إيسابيلا روسوليني على موقع روتن توميتوز (الإنجليزية)
- إيسابيلا روسوليني على موقع مونزينجر (الألمانية)
- إيسابيلا روسوليني على موقع ألو سيني (الفرنسية)
- إيسابيلا روسوليني على موقع ميوزك برينز (الإنجليزية)
- إيسابيلا روسوليني على موقع تيرنر كلاسيك موفيز (الإنجليزية)
- إيسابيلا روسوليني على موقع أول موفي (الإنجليزية)
- إيسابيلا روسوليني على موقع قاعدة بيانات الأفلام السويدية (السويدية)
- إيسابيلا روسوليني على موقع إن إن دي بي (الإنجليزية)
- إيسابيلا روسوليني على موقع ديسكوغز (الإنجليزية)